# 野川慧
野川 慧（のがわ さとる、1988年7月4日 - ）は、日本の俳優。福岡県福岡市出身。博多高等学校卒業、駒澤大学文学部英米文学科中途退学。

## 来歴 ・人物
5人兄弟の次男として福岡県に生まれる。
2013年、廣木隆一監督作、「海辺の町で」で映画初出演。
以降、映画、CM等を中心に活動している。
詩人の野川隆とは血縁関係にあたる。

## 出演作品

### 映画
- 海辺の町で（2013年3月30日公開、監督：廣木隆一）
- SHORT MOVIE CRASH 2013 1st Crash「Return of the bad girl」（2013年10月公開、監督：藤井道人）主題歌：COMA-CHI
- 一秒の奏でる世界（2014年公開、監督：小寺和久） ※ SSFF&ASIA2014 ジャパン部門グランプリ / 東京都知事賞 受賞作品
- オー!ファーザー（2014年5月24日公開、監督：藤井道人）
- 東京（2014年9月公開、監督：藤井道人）
- さよなら歌舞伎町（2015年1月24日公開、監督：廣木隆一）‐下村勉 役
- 娚の一生（2015年2月14日公開、監督：廣木隆一）‐小峯 役
- THE DIRECTORS FILE 2015「なんか、もういい」（2015年7月5日公開、監督：アベラヒデノブ）
- ７ｓ（2015年11月7日公開、監督：藤井道人）
- 夏美のホタル（2016年6月11日公開、監督：廣木隆一）
- 悪魔（2018年2月24日公開、監督：藤井道人）‐クラブの男 役
- ウタモノガタリ-CINEMA FIGHTERS project-「Our Birthday」（2018年6月22日公開、監督：Yuki Saito）
- 新聞記者（2019年6月28日公開、監督：藤井道人）

### TV
- ソドムの林檎〜ロトを殺した娘たち（2013年3月23日 - 4月13日、WOWOW)
- ウルトラマンギンガS 第13・14話（2014年12月2・9日、テレビ東京)‐新隊員 役
- 三面記事の女たち-愛の巣-（2015年2月20日、フジテレビ）
- お迎えデス。 第4話（2016年5月14日、日本テレビ）
- 湊かなえサスペンス 望郷「雲の糸」（2016年9月28日、テレビ東京） - ギターの先輩 役
- 100万円の女たち（2017年4月 - 6月、テレビ東京、Netflix）
- 弱虫ペダル Season2（2017年8月 - 11月、BSスカパー）
- TOKYOストーリーズ 第11回 若手監督が描く『東京』物語・ 前編「つじつま」（2019年3月9日、BSフジ）[1]
- 背徳の夜食「背徳の背脂ラーメン」（2019年7月27日、フジテレビ） - 西本昭 役
- 八月は夜のバッティングセンターで。 第8話（2021年9月2日、テレビ東京） - 神崎ヒナのマネージャー 役
- 封刃師 第1 - 4話・最終話（2022年1月16 / 23日[注 1] - 2月6日・3月6日、ABC・テレビ朝日） - 内藤逸雄 役
- 俺の可愛いはもうすぐ消費期限!? 第6話（2022年5月21日、テレビ朝日） - 陶芸絵付けの先生 役
- 星新一の不思議な不思議な短編ドラマ「見失った表情」（2022年5月24日、NHK BSプレミアム）
- パラレル夫婦 死んだ"僕と妻"の真実 第3話・第4話・第6話（2025年4月15日・22日・5月6日） - 刑事 役[2]
- イグナイト -法の無法者- 第8話（2025年6月6日、TBS） - 猪狩裕貴 役[3]

### WEB
- 野武士のグルメ -Samurai Gourmet- 第7話「雨漏りのコの字カウンター」（2017年3月17日配信、Netflix） - 先輩 役
- 会社は学校じゃねぇんだよ（2018年4月配信、AbemaTV)
- 新聞記者 第1話（2022年1月13日配信、Netflix）- 刑事 役

### 舞台
- ふと、立ち止まり、語り出す（2013年10月10日 - 10月14日、新宿シアターブラッツ）
- 少年たちの密室（2014年7月17日 - 7月21日、新宿シアターブラッツ）
- 川辺市子のために（2015年8月27日 - 8月30日、新宿サンモールスタジオ）
- 川辺市子のために・再演（2016年1月13日 - 1月17日、新宿サンモールスタジオ）
- 広島に原爆を落とす日2016（2016年1月28日 - 1月31日、東京芸術劇場シアターウエスト）
- 劇メシepisode.05『Love Revolution No.3』（2017年2月18日 - 3月4日、WEEKEND GARAGE TOKYO）
- THE VOICE（2017年4月13日 - 4月16日、東京芸術劇場シアターウエスト）

### CM
- サントリー緑茶伊右衛門特茶 「みんなの抱負」篇（2016）
- サントリーC.C.レモン 「C.C.レモンマーチ2016」（2016）
- 保育ひろば「SUNRISE」（2016）
- Panasonic アイロンショートストーリー「須永さん」篇（2016）
- 東京センチュリー株式会社 企業広告（2016）
- サントリー 緑茶伊右衛門特茶 「分解テトリス 篇」・「ストラックアウト」篇（2016）
- 任天堂ポケットモンスター 「ポケモンレスキューシリーズ」（2017）
- メンズTBC 「男性もヒゲ脱毛」篇（2017）
- ABC-MART（2017）
- 東急建設 60周年広告「東急建設のあゆみ」篇（2017）
- パソナ GeekOut　WEBムービー（2017）
- 全労済 「働き始めた息子へ」篇（2019）
- ニコンイメージングジャパン スペシャルムービー 「月の大きさ」篇（2019）
- Amazon Echo 「肉じゃがが母さんの味にならないよ」篇（2019）
- Unipos 「伝えられていなかった感謝」篇 - ナレーション 担当（2019）
- YooZoo Games　ステラアルカナ（2020）
- コアラマットレス（2020）
- Slack 「ようこそ、新しい職場へ。」篇（2020）
- ミツカン 「アウトドア鍋は最高！」篇（2020）
- ハウス食品 うまかっちゃん「濃厚新味」篇（2020）
- Canon 「写真と動画が撮れる、望遠鏡。PowerShot ZOOM」紹介動画（2020）
- Canon PowerShot ZOOM 紹介動画（2021）
- 毎日新聞（2021）
- KIYOラーニング STUDYing 「スマホ完結可能」篇（2021）
- povo TV-CM（2021）
- mixi みてねブランドムービー（2021）
- スミレナ ラジオCM（2021）
- アイリスオーヤマ 全自動洗濯機「楽シェア」篇（2021）
- 小林製薬 口内殺菌スプレー「ファミレス」篇（2021）
- P&G　ジレット （2021）
- サンヨーホームズ 「CEO」篇（2021）
- 三菱UFJカード 「さあ、日本のメインカードへ。」篇（2021）
- ほけんの窓口 寄り添うとは「待つ、聴く」篇（2021）
- I-PRIMO（アイプリモ）TV-CM「幸せの余韻」篇（2022）
- とくとくBB光 【おウチのインターネットを制する者はビジネスを制す】（2022）
- 川重冷熱 50周年プロジェクト「やりたい！を、やってやろう。」（2022）
- グリコ TV-CM アーモンド効果「効果をカラダに」篇（2022）
- ニッスイ フィッシュソーセージ70周年スペシャルムービー「思い出の味は想いやりの味」（2022）
- 株式会社Mobility Technologies　コーポレートムービー（2022）
- TERASS 「自由な働き方」篇（2022）

### MV
- KinKi Kids「まだ涙にならない悲しみが」（2013）
- SALU & the dreambandgunjo 「歪んだ愛」（2015）
- ウカスカジー「Celebration」（2016）
- GADORO「オトノ葉 feat.アサキ」（2019）